# La Pava (Paraguay)
La Pava (también conocido como Cruce La Pava) es una localidad paraguaya del departamento de Boquerón, ubicada en el kilómetro 677 de la ruta PY12, a unos 714 km de Asunción.
Es un cruce importante desde el cual se puede llegar a las localidades de La Dorada (Embocadura) a 17 km al sureste y El Pelícano a 15 km al noreste.
Actualmente la localidad se encuentra escasamente poblada, contando con unos 60 habitantes aproximadamente y forma parte administrativamente del municipio de Boquerón (Ex Neuland), ubicado a unos 215 kilómetros de distancia.

## Geografía
La Pava se ubica en el kilómetro 677 de la ruta PY12, cercano a unos 17 km al noroeste del canal artificial paraguayo por donde pasan las aguas del Río Pilcomayo. Al noroeste y norte limita con La Represa, al noreste y este con El Pelícano, al sureste y sur con El Solitario, al suroeste y oeste con La Dorada (Embocadura), respectivamente.
| Noroeste: La Represa             | Norte: La Represa | Nordeste: El Pelícano |
| Oeste: La Dorada (Embocadura)    |                   | Este: El Pelícano     |
| Suroeste: La Dorada (Embocadura) | Sur: El Solitario | Sureste: El Solitario |

## Clima
Según la clasificación climática Köppen La Pava tiene un clima del tipo semiárido cálido, uno de los más hostiles del territorio paraguayo, caracterizado por sus temperaturas extremas, con máximas que llegan hasta los 46 °C a la sombra en verano y mínimas de hasta −7 °C en invierno. El verano suele ser un poco húmedo y tener algunas lluvias, mientras que el invierno suele ser seco.

## Infraestructura
La infraestructura de la zona actualmente es escasa y pobre, ya que aun no cuenta con electricidad y agua corriente, pero se espera que con las inversiones del gobierno paraguayo en mejoramiento de caminos e infraestructuras la zona empiece a crecer en los próximos años.
La localidad cuenta con una pequeña escuela, un puesto de salud y algunos negocios privados como: despensas, minimercados, restaurantes, etc.